# Gabohyla pauloalvini
Gabohyla pauloalvini é uma espécie de anfíbio da família Hylidae e a única do gênero Gabohyla. Endêmica do Brasil, pode ser encontrada  nos municípios de Ilhéus e Itabuna, no estado da Bahia.
Em 2020, os pesquisadores Katyuscia Araujo-Vieira, Maria Celeste Luna, Ulisses Caramaschi e Célio Haddad repararam que esta espécie possuía diferenças morfológicas e genéticas consideráveis dos demais integrantes do gênero Sphaenorhynchus, chegando a conclusão de que ela deveria ser alocada para um gênero monotípico.
Como outras espécies do gênero, G. pauloalvini tem uma dieta especializada em formigas.